# Бунтовских, Василий Васильевич
Василий Васильевич Бунтовских (1921 — 12 февраля 1945) — командир взвода 33-го отдельного сапёрного батальона 180-й стрелковой дивизии 38-й армии Воронежского фронта, старший лейтенант, Герой Советского Союза (1944).

## Биография
Родился в 1921 году в селе Дарственное (ныне Куршимский район Восточно-Казахстанской области) в крестьянской семье. Русский. В 1943 году вступил в ВКП(б). В 1940 году окончил Семипалатинское педагогическое училище. Работал директором школы в селе Красный Партизан Восточно-Казахстанской области.
В Красной Армии с 1940 года. В ноябре 1942 года окончил курсы младших лейтенантов. В действующей армии с августа 1941 года.
Командир взвода 33-го отдельного сапёрного батальона (180-я стрелковая дивизия, 38-я армия, Воронежский фронт) кандидат в члены ВКП(б) лейтенант Василий Бунтовских в период с 28 сентября по 5 октября 1943 года непрерывно работал на переправе через реку Днепр у села Сваромье Вышгородского района Киевской области Украины.
Под ураганным огнём неприятеля на пароме из лодок и подручных средств вверенный лейтенанту Бунтовских В. В. сапёрный взвод переправил два стрелковых батальона и два артиллерийских дивизиона.
Указом Президиума Верховного Совета СССР «О присвоении звания Героя Советского Союза генералам, офицерскому, сержантскому и рядовому составу Красной Армии» от 10 января 1944 года за «образцовое выполнение боевых заданий командования на фронте борьбы с немецко-фашистскими захватчиками и проявленные при этом отвагу и геройство» удостоен звания Героя Советского Союза с вручением ордена Ленина и медали «Золотая Звезда» (№ 1200).
12 февраля 1945 года, менее чем за три месяца до капитуляции гитлеровской Германии, погиб в боях за столицу Венгрии — город Будапешт. 
Похоронен в Будапеште на Центральном офицерском кладбище.

## Награды
- Герой Советского Союза
- орден Ленина
- орден Красной Звезды
- медали СССР